# Pekka Koskela
Pekka Juhani Koskela (ur. 29 listopada 1982 w Mänttä) – fiński łyżwiarz szybki, czterokrotny medalista mistrzostw świata.

## Kariera
Pierwszy sukces w karierze Pekka Koskela osiągnął w 2005 roku, kiedy zdobył brązowy medal w biegu na 1000 m podczas dystansowych mistrzostw świata w Inzell. W zawodach tych wyprzedzili go jedynie Norweg Even Wetten i Jan Bos z Holandii. Na rozgrywanych dwa lata później sprinterskich mistrzostwach świata w Hamar był drugi za Lee Kyu-hyeokiem z Korei Południowej. Wynik ten powtórzył na sprinterskich mistrzostwach świata w Salt Lake City w 2013 roku, tym razem ulegając Holendrowi Michelowi Mulderowi. W międzyczasie zajął trzecie miejsce w biegu na 500 m na dystansowych mistrzostwach świata w Heerenveen w 2012 roku. Na podium stanęli wtedy również Koreańczyk Mo Tae-bum i Michel Mulder. W 2006 roku wystąpił na igrzyskach olimpijskich w Turynie, zajmując dziesiąte miejsce na 500 m i 31. miejsce na dwukrotnie dłuższym dystansie. Na rozgrywanych cztery lata później igrzyskach w Vancouver w 2010 roku zajął 33. miejsce na 500 m. Startował także igrzyskach olimpijskich w Soczi w 2014 roku był siedemnasty na tym samym dystansie.
Koskela wielokrotnie stawał na podium zawodów Pucharu Świata, odnosząc przy tym czternaście zwycięstw. W zawodach tych zadebiutował 27 stycznia 2001 roku w Helsinkach, zajmując czwarte miejsce w grupie B w biegu na 500 m. Na podium pierwszy raz stanął 15 lutego 2004 roku w Collalbo, zajmując drugie miejsce w biegu na 100 m. Dziesięć miesięcy później, 12 grudnia 2004 roku w Harbinie odniósł swoje pierwsze zwycięstwo, wygrywając na 500 m. Najlepsze wyniki osiągnął w sezonie 2011/2012, kiedy zajął drugie miejsce w klasyfikacji 500 m. Ponadto w sezonie 2006/2007 był trzeci w klasyfikacjach 100 m i 500 m.

## Rekordy życiowe
- 500 m - 34,63 (Salt Lake City, 2007)
- 1000 m - 1:07,00 (Salt Lake City, 10.11.2007) – do 2009 roku rekord świata
- 1500 m - 1:51,52 (Calgary, 2002)
- 3000 m - 4:10,39 (Collalbo, 2002)
- 5000 m - 7:35,09 (Helsinki, 2000)
- 10000 m - 16:30,16 (Seinäjoki, 1999)